# リチャード・ウィンフィールド (初代ポーズコート子爵、1697-1751)
初代ポーズコート子爵リチャード・ウィンフィールド（英語: Richard Wingfield, 1st Viscount Powerscourt PC (Ire)、1697年8月19日洗礼 – 1751年10月21日）は、アイルランド王国の政治家、貴族。

## 生涯
エドワード・ウィンフィールド（Edward Wingfield、1728年1月7日没）と1人目の妻エレノア・ゴア（Eleanor Gore、初代準男爵サー・アーサー・ゴアの娘）の息子として生まれ、1697年8月19日にダブリンの聖マイケル教会で洗礼を受けた。 
1727年から1744年までボイル選挙区の代表としてアイルランド庶民院議員を務め、1744年2月4日にアイルランド貴族であるウェックスフォード県ウィンフィールドのウィンフィールド男爵とウィックロー県におけるポーズコートのポーズコート子爵に叙された。その後、1746年にアイルランド枢密院の枢密顧問官に任命された。
1751年10月21日にチェルシーで死去、11月17日にポーズコートで埋葬された。長男エドワードが爵位を継承した。

## 家族
1721年8月30日、アン・アッシャー（Anne Usher、クリストファー・アッシャーの娘）と結婚した。
1727年4月13日、ドロシー・ベレスフォード・ローリー（Dorothy Beresford Rowley、1785年7月21日没、ハーキュリーズ・ローリーの娘）と再婚、2男2女をもうけた。
- フランシス（1728年6月2日 – 1794年7月31日） - 1747年11月26日、ジョン・ゴア（後の初代アナリー男爵）と結婚
- エドワード（1729年 – 1764年） - 第2代ポーズコート子爵
- リチャード（1730年 – 1788年） - 第3代ポーズコート子爵
- イザベラ（Isabella、1808年9月24日没） - 1770年3月7日、第5代準男爵サー・チャールズ・スタイルと結婚、子供あり